# Alan & Michael Perry

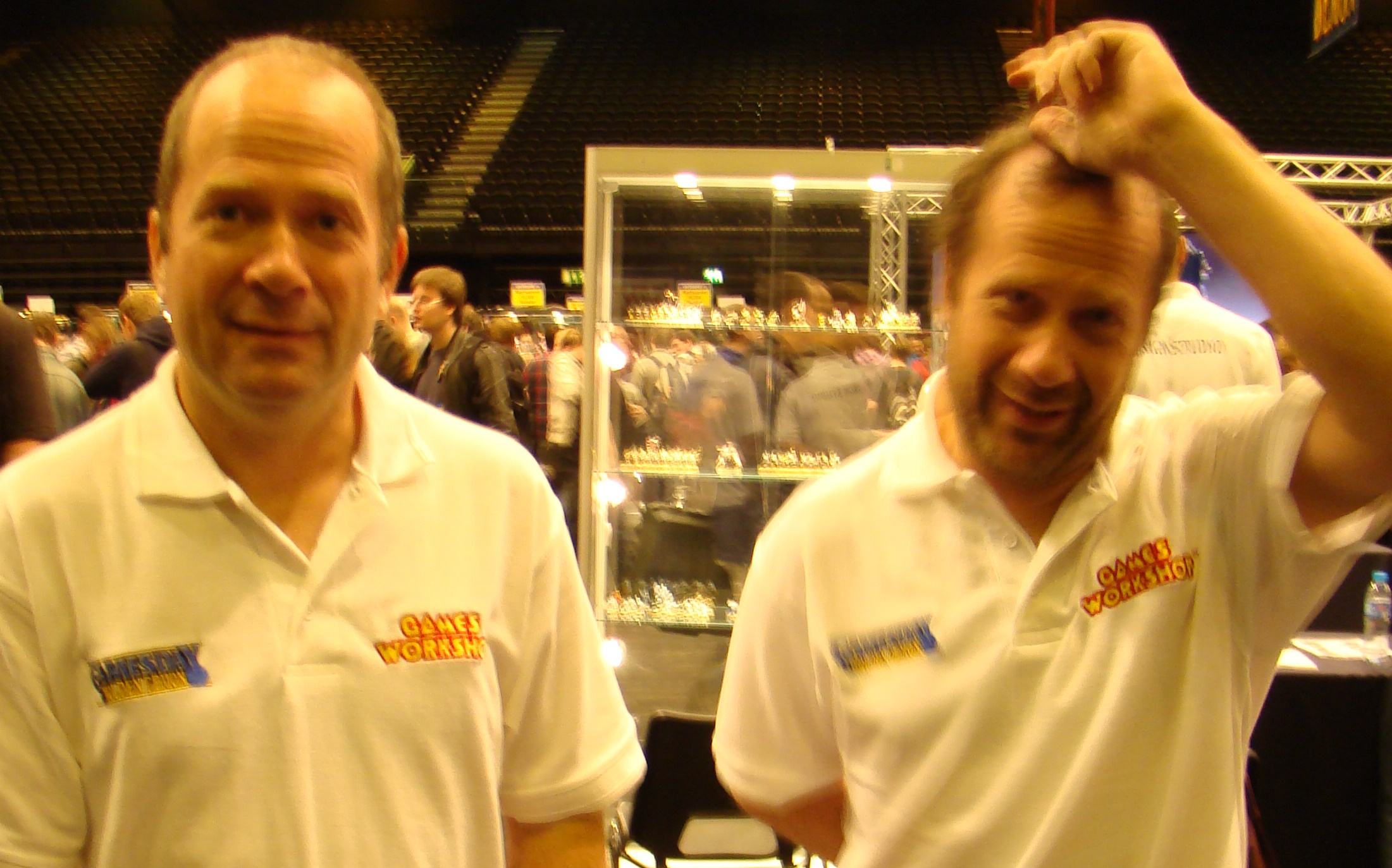
Alan e Michael Perry al Games UK Day 2011

Alan e Michael Perry (Londra, 1961) sono due scultori britannici, tra i più noti e prolifici per l'hobby del gioco di guerra in miniatura. Hanno lavorato per Games Workshop dal 1978 fino al 2014. Sono fratelli gemelli, nati nel 1961 a Enfield e cresciuti a nord di Londra.